# U-1164
U-1164 je bila nemška vojaška podmornica Kriegsmarine, ki je bila dejavna med drugo svetovno vojno.

## Zgodovina
Potem ko je bila težko poškodovana v britanskem zračnem napadu, so jo 24. julija 1944 v Kielu izvzeli iz aktivne službe in jo nato razrezali.

## Poveljniki
| Poveljniki |                 |                |                                   |
| Št.        | Čin             | Ime            | Poveljstvo                        |
| 1.         | Kapitanporočnik | Fokko Schlömer | 27. oktober 1943 - 28. junij 1944 |
| 2.         | Kapitanporočnik | Hans Wengel    | 29. junij 1944 - 24. julij 1944   |

## Tehnični podatki
| Kategorije                                    | Podatki                       |
| --------------------------------------------- | ----------------------------- |
| Teža (t): na površju pod površjem polna Teža  | 769 871 1.070                 |
| Dolžina (m) - tlačni trup (m)                 | 67,1 - 50,5                   |
| Širina (m) - tlačni trup (m)                  | 6,2 - 4,7                     |
| Izpodriv (m)                                  | 4,74                          |
| Višina (m)                                    | 9,6                           |
| Moč (hp): na površju pod podvršjem            | 3.200 750                     |
| Hitrost (vozlov): na površju pod podvršjem    | 17,7 7,6                      |
| Doseg (milja/vozel): na površju pod podvršjem | 8.500/10 80/4                 |
| Torpeda/Torpedne cevi                         | 14/5 (4 na premcu, 1 na krmi) |
| Krovni top (mm)                               | 88 (22 granat)                |
| Mine                                          | 26 TMA                        |
| Posadka                                       | 44-52                         |
| Maksimalni potop (m)                          | 250                           |